# Psychotria damnatorum
Psychotria damnatorum är en måreväxtart som beskrevs av André Guillaumin. Psychotria damnatorum ingår i släktet Psychotria och familjen måreväxter. Inga underarter finns listade i Catalogue of Life.